# Musculus flexor digitorum longus
De musculus flexor digitorum longus of lange tenenbuiger is een skeletspier in de kuit die de vier kleine tenen helpt buigen.  De andere buiger is de korte tenenbuiger (musculus flexor digitorum brevis) die zich aan de bovenzijde van de voet bevindt. De lange teenbuigspier ligt parallel aan de musculus tibialis posterior.